# Pseudoleptochelia anorexia
Pseudoleptochelia anorexia is een naaldkreeftjessoort uit de familie van de Leptocheliidae. De wetenschappelijke naam van de soort is voor het eerst geldig gepubliceerd in 2000 door Bird & Bamber.